# 딸기 마시마로
《딸기 마시마로》(苺ましまろ いちご ましまろ 이치고 마시마로[*])는 바라스이가 그린 일본 만화로서, 초등학생 4명과 여고생 1명의 일상을 다룬다. 2001년부터 전격 대왕에 연재되기 시작했다. 2005년에 총 12화의 애니메이션 만들어서 시리즈로 방영되었다. 플레이스테이션 2 게임으로도 만들어졌다.
감독은 사토 타쿠야가 맡았다.
대한민국에서는 2007년에 애니맥스에서 방영되었다.

## 줄거리
네 명의 초등학생과 대학생(만화에서는 고등학생) 한 명의 일상을 그린 작품. 20살 노부에는 참한 외모와는 달리, 지독한 골초에 음주를 즐기는 여대생으로 종종 자신보다 더 어른스러운 초등학교 6학년생인 여동생 치카와 함께 살고 있다. 하지만 이들 자매의 집에는 언제나 조용할 날이 없다. 매일같이 지붕 위 창문으로 출입을 일삼는 치카의 소꿉친구 미우와, 툭하면 울면서 노부에를 찾아오는 마츠리, 영국에서 왔지만 영어를 전혀 못하는 아나 등, 저마다 개성이 뚜렷한 어린 네 명의 소녀들 때문에 노부에의 집은 늘 유쾌하면서도 시끄러운 나날이 끊이질 않는다.

## 등장인물
- 표기는 캐릭터명: 목소리 출연(한국 성우/일본 성우)의 괄호 안에 표기하였다.
  - 이토 노부에 (이명선/나바타메 히토미)

원작 만화에서는 17살 고등학생이며 애니메이션에서는 20살 대학생으로 나머지 등장 인물들의 리더격이다. 생일은 10월 17일생 귀찮고 성가신 일도 잘 받아주며 귀여운 것에는 사족을 못쓴다.
동생인 치카에게 잔소리도 듣고 어리광도 부리며 유유자적한 생활을 즐기지만 그래도 언니로서 동생들을 잘 받아준다. 아나를 특히 살갑게 대한다.
자신의 스쿠터를 귀중히 여긴다.
- - 이토 치카 (안현서/치바 사에코)

12세 6학년. 노부에의 친동생. 언니에게 잔소리도 하고 노부에보다 더 언니같지만 그래도 동생같은 귀여운 면도 있다. 미우의 장난을 말릴 때도 있지만 같이 참여할 때도 있다.
츳코미(태클) 날리는 역할.
- - 마츠오카 미우 (정미숙/오리카사 후미코)

12세 6학년. 치카의 친구. 사고뭉치 구제불능 4차원 소녀.
모든 사건의 핵심 인물로 머릿속에 무슨 생각을 가지고 있는지 도무지 알 수 없는 트러블 메이커.
치카의 옆집에 살며 지붕을 통해 마치 자기집처럼 치카네 집에 드나든다.
노부에 언니를 너무 사랑한 나머지 노부에가 예뻐하는 마츠리, 아나를 질투한다.
치카와는 은근 콤비로 미우가 헛질하면 치카가 태클을 거는 식의 상황이다.
작중 미우가 지옥에 갔을때의 벌(罰)이 개그 소품 잔뜩 주고 개그쳐도 태클안거는 벌이었다
- - 사쿠라기 마츠리 (여민정/카와스미 아야코)

5학년 11세. 치카랑 미우네 근처사는 소녀. 순진하며 잘 넘어지고 잘 울고 이해심 많고 조용하고 소심한 성격이지만 너무 귀여워서 노부에 언니의 사랑을 듬뿍 받는다.
그래서 미우의 표적이 되기도 한다.
존이라는 이름의 패릿을 키운다.
- - 아나 코폴라 (하미경/노토 마미코)

5학년 11세. 마츠리네 반에 전학온 영국인. 노란머리 외국인이지만 영어를 전혀 못한다.
첫 소개시 자신이 영어를 못한다는 사실을 들키는 것이 두려워, 본의 아니게 외국어투의 일본어로 말하는 연기를 하였다. 혼자 있을 때 일본어를 유창하게 말하는 것을 마츠리에게 들켰으며, 이 사실을 마츠리와 비밀로 부치는 것을 계기로 마츠리와 친해진다. 설정 상 마츠리는 일본어를 아나는 영어를 가르친다. 그런데 아나는 아버지 때문에 10년 동안 일본에 살면서 영어를 잊어버렸다. 대신 일본어와 일본 문화에 익숙하여, 이러한 사실이 본인으로서 곤란한 것이다.
마츠리와 같이 노부에 언니에게 귀염을 받아 미우의 질투를 사지만 마츠리와 달리 미우와 티격태격한다.
"선 오브 비치"라는 단어를 사용하는 탓에 노부에가 충격을 먹는 장면이 있다.
이토가(家)에서 키우는 개도 있다.

## 만화

### 원판
- 1권 2003년 1월 27일 발행, ISBN 978-4-8402-2292-1
- 2권 2003년 7월 26일 발행, ISBN 978-4-8402-2445-1
- 3권 2004년 3월 27일 발행, ISBN 978-4-8402-2623-3
- 4권 2005년 5월 27일 발행, ISBN 978-4-8402-2981-4
- 5권 2007년 4월 27일 발행, ISBN 978-4-8402-3872-4
- 6권 2009년 2월 26일 발행, ISBN 978-4-04-867634-2
- 7권 2013년 3월 27일 발행, ISBN 978-4-04-891453-6

## 애니메이션

### 부제 목록
| 화수 | 서브 타이틀     |
| ---- | --------------- |
| 1    | 생일!           |
| 2    | 아나 코폴라     |
| 3    | 가정 방문       |
| 4    | 아르바이트      |
| 5    | 다 같이 자다    |
| 6    | 여름            |
| 7    | 바다            |
| 8    | 여름 축제       |
| 9    | 성장기          |
| 10   | 꽃              |
| 11   | 첫 눈           |
| 12   | 크리스마스 선물 |